# Astra 680
Revolver Astra 680 je malá šesti nebo osmiranná (v závislosti na ráži) střelná zbraň s dvou, tří, nebo čtyřpalcovou hlavní určená převážně k civilnímu použití, ale může sloužit i jako záložní zbraň nebo jako zbraň pro skryté nošení u ozbrojených složek. Model 680 byl do roku 1996 vyráběn španělskou zbrojovkou Astra-Unceta y Cia SA pro střelbu náboji .22 Long Rifle, .22 Winchester Magnum Rimfire, .32 Smith & Wesson Long, .38 Special nebo 9 mm Luger (náboje se vkládají pomocí klipu) s rámem z oceli, nerezavějící oceli nebo lehkých slitin.